# Microregione di Fortaleza
Fortaleza è una microregione dello Stato del Ceará in Brasile, appartenente alla mesoregione di Metropolitana de Fortaleza.

## Comuni
Comprende 9 municipi:
- Aquiraz
- Caucaia
- Eusébio
- Fortaleza
- Guaiúba
- Itaitinga
- Maracanaú
- Maranguape
- Pacatuba